# Самоа на летних Олимпийских играх 2004
Самоа принимала участие в Летних Олимпийских играх 2004 года в Афинах (Греция) в шестой раз за свою историю, но не завоевала ни одной медали. Страну представляли 2 мужчины и 1 женщина, принимавшие участие в соревнованиях по лёгкой и тяжёлой атлетике.

## Лёгкая атлетика
Спортсменов — 2
Мужчины
| Спортсмен | Вид           | Квалификация | Квалификация | Финал     | Финал     |
| Спортсмен | Вид           | Результат    | Место        | Результат | Место     |
| --------- | ------------- | ------------ | ------------ | --------- | --------- |
| Шака Сола | Метание диска | 51,10        | 36           | Не прошёл | Не прошёл |

Женщины
| Спортсмен   | Вид           | Квалификация | Квалификация | Финал     | Финал     |
| Спортсмен   | Вид           | Результат    | Место        | Результат | Место     |
| ----------- | ------------- | ------------ | ------------ | --------- | --------- |
| Пэтси Акели | Метание копья | 45,93        | 44           | Не прошла | Не прошла |

## Тяжёлая атлетика
Спортсменов — 1
Мужчины
| Спортсмен    | Категория | Масса | Рывок | Рывок | Рывок | Толчок | Толчок | Толчок | Всего | Место |
| Спортсмен    | Категория | Масса | 1     | 2     | 3     | 1      | 2      | 3      | Всего | Место |
| ------------ | --------- | ----- | ----- | ----- | ----- | ------ | ------ | ------ | ----- | ----- |
| Уати Мапосуа | 77 кг     | 76,76 | 120   | 120   | 125   | 147.5  | 155    | 160    | 280   | 21    |